# 1992年バルセロナオリンピックのコロンビア選手団
1992年バルセロナオリンピックのコロンビア選手団（1992ねんバルセロナオリンピックのコロンビアせんしゅだん）は、1992年7月25日から8月9日にかけてスペインのカタルーニャ州バルセロナで開催された1992年バルセロナオリンピックのコロンビア選手団、およびその競技結果。

## 概要
今大会は銅メダル1個、合計1個のメダルを獲得した。

## メダル
| メダル | 選手名             | 競技 | 種目     |
| ------ | ------------------ | ---- | -------- |
| 銅     | ヒメナ・レストレポ | 陸上 | 女子400m |